# Vizing-tétel
A Vizing-tétel alsó és felső korlátot ad egy egyszerű gráf élkromatikus számára. A tételt Vagyim Georgijevics Vizing 1964-ben bizonyította be.
A tétel szerint egy egyszerű gráf élkromatikus száma legfeljebb eggyel nagyobb a maximális fokszámánál, azaz ha a gráf minden csúcsában k-nál kevesebb él találkozik, akkor ki tudjuk színezni az éleit legfeljebb k színnel. Képlettel:
{\displaystyle \Delta (G)\leq \chi _{e}(G)\leq \Delta (G)+1}
Az irányítatlan gráfok két osztályba particionálhatók: melyek színezéséhez {\displaystyle \Delta } szín elegendő, azok az „első csoportba” sorolt gráfok (class one), melyekhez {\displaystyle \Delta +1} szín szükséges, azok a „második csoportba” sorolt gráfok (class two).

## Bizonyítás
A bizonyításban megmutatjuk, hogy minden esetben ki tudjuk színezni a gráf éleit {\displaystyle \Delta (G)+1} színnel. Kezdjük el színezni a gráfot, és tegyük fel, hogy egy {\displaystyle x} és {\displaystyle y_{1}} pontok közötti élet még nem színeztünk ki. A gráf minden {\displaystyle v} csúcsához rendeljünk egy {\displaystyle c(v)} színt úgy, hogy {\displaystyle c(v)} azt a színt jelölje ami még nem szerepel az egyik {\displaystyle v}-ből kiinduló élen sem. Ilyen azért lesz mindig, mert egy csúcsból legfeljebb {\displaystyle \Delta (G)} él indulhat ki. Ha {\displaystyle c(x)} = {\displaystyle c(y_{1})} akkor ezzel a {\displaystyle c(x)} színnel kiszínezhetjük az {\displaystyle x} és {\displaystyle y_{1}} között futó élet.
Tegyük fel, hogy {\displaystyle c(x)} {\displaystyle \neq } {\displaystyle c(y_{1})}. Ekkor, ha {\displaystyle x}-ből nem indul ki {\displaystyle c(y_{1})} színű él, akkor az {\displaystyle x} és {\displaystyle y_{1}} között futó élet kiszínezhetjük ezzel a színnel. Egyébként, tegyük fel, hogy {\displaystyle x} és {\displaystyle x} egy {\displaystyle y_{2}} szomszédja között futó él színe {\displaystyle c(y_{1})}. Most, ha {\displaystyle x}-ből nem indul ki {\displaystyle c(y_{2})} színű él, akkor ezzel a színnel színezzük az {\displaystyle {x,y_{2}}} élet, és ekkor már nem indul ki {\displaystyle x}-ből {\displaystyle c(y_{1})} színű él. Egyébként feltehetjük, hogy {\displaystyle x} és egy {\displaystyle y_{3}} csúcs közötti él színe {\displaystyle c(y_{2})}, és folytatjuk az előző módon az algoritmust az {\displaystyle y_{4}}, {\displaystyle y_{5}}, stb. pontokkal.
Csak egy esetben nem tudjuk folytatni az algoritmust: ha találunk egy olyan {\displaystyle n}-t, hogy az {\displaystyle x} és {\displaystyle y_{n}} közötti él színe {\displaystyle c(y_{n-1})}, de egy {\displaystyle j} (1 {\displaystyle \leq } {\displaystyle j} < {\displaystyle n}) indexre {\displaystyle c(y_{n})} = {\displaystyle c(y_{j})}. Ebben az esetben tekintsük {\displaystyle G}-nek azt a részgráfját, melyben pontosan azok az élek szerepelnek, melyek {\displaystyle G}-ben {\displaystyle c(x)} vagy {\displaystyle c(y_{n})} színűek. Ebben a gráfban {\displaystyle \Delta } = 2, {\displaystyle x}-ből nem indul ki {\displaystyle c(x)} színű él, és {\displaystyle y_{n}} és {\displaystyle y_{j}}-ből pedig nem indul ki {\displaystyle c(y_{n})} színű él. Ez azt jelenti, hogy ennek a három pontnak a fokszáma maximum 1, és {\displaystyle x} {\displaystyle y_{j}} vagy {\displaystyle y_{n}}-től különböző komponensben van (mivelhogy a gráf izolált pontokból, utakból és körökből állhat a maximális fokszám miatt). Cseréljük fel az élek színét abban a komponensben, melyben {\displaystyle x} nem található, viszont {\displaystyle y_{j}} vagy {\displaystyle y_{n}} igen. Ha például {\displaystyle y_{j}} volt más komponensben, akkor elértük hogy {\displaystyle c(y_{j})} = {\displaystyle c(x)}. Most már az {\displaystyle x} és {\displaystyle y_{j}} közötti élet színezhetjük {\displaystyle c(x)}-szel, az {\displaystyle {x,y_{j-1}}} él színét {\displaystyle c(y_{j-1})}-gyel, és így tovább amíg a végén {\displaystyle {x,y_{1}}}-et {\displaystyle c(y_{1})}-gyel színezzük. Ezzel egy jó színezést kaptunk, és bebizonyítottuk az állítást.